# نیکون دی۶۰
نیکون دی۶۰ (به انگلیسی: Nikon D60) یک دوربین عکاسی تک‌لنزی بازتابی ساخت شرکت نیکون است.